# Nogales (kommun i Spanien, Extremadura, Provincia de Badajoz, lat 38,59, long -6,75)
Nogales är en kommun i Spanien.   Den ligger i provinsen Provincia de Badajoz och regionen Extremadura, i den sydvästra delen av landet, 300 km sydväst om huvudstaden Madrid. Antalet invånare är 701.